# Río Fuji
El río Fuji (富士川, Fuji-kawa o Fuji-gawa) es un río de las prefecturas de Yamanashi y Shizuoka, en el centro de Japón. Tiene una longitud de 128 kilómetros y una cuenca de 3.990 kilómetros cuadrados. Junto con el río Mogami y el río Kuma, se considera uno de los tres ríos más rápidos de Japón.
El río nace en el monte Nokogiri, en las montañas de Akaishi, en el noroeste de Yamanashi, con el nombre de río Kamanashi (釜無川, Kamanashi-gawa), y se une al río Fuefuki en la ciudad de Ichikawamisato. Allí cambia su nombre por el de río Fuji. A continuación, fluye alrededor del pie occidental del monte Fuji y desemboca en la bahía de Suruga, en su desembocadura en la ciudad de Fuji.
Las orillas del río Fuji fueron el escenario de la batalla de Fujikawa en 1180, una de las primeras batallas más importantes de la Guerra Genpei. El señor de la guerra del periodo Sengoku, Takeda Shingen, construyó extensos diques a lo largo de la porción Kamanashi del río, que permitían que el agua inundara zonas de amortiguación para controlar los daños. Estos diques siguen existiendo y se llaman Shingen-zutsumi (信玄堤). Los esfuerzos para controlar las inundaciones continuaron bajo el shogunato Tokugawa del periodo Edo, cuando se completaron extensos diques en 1674 tras 50 años de construcción, para desviar el río inferior lejos de las zonas pobladas, que eran propensas a las inundaciones. 

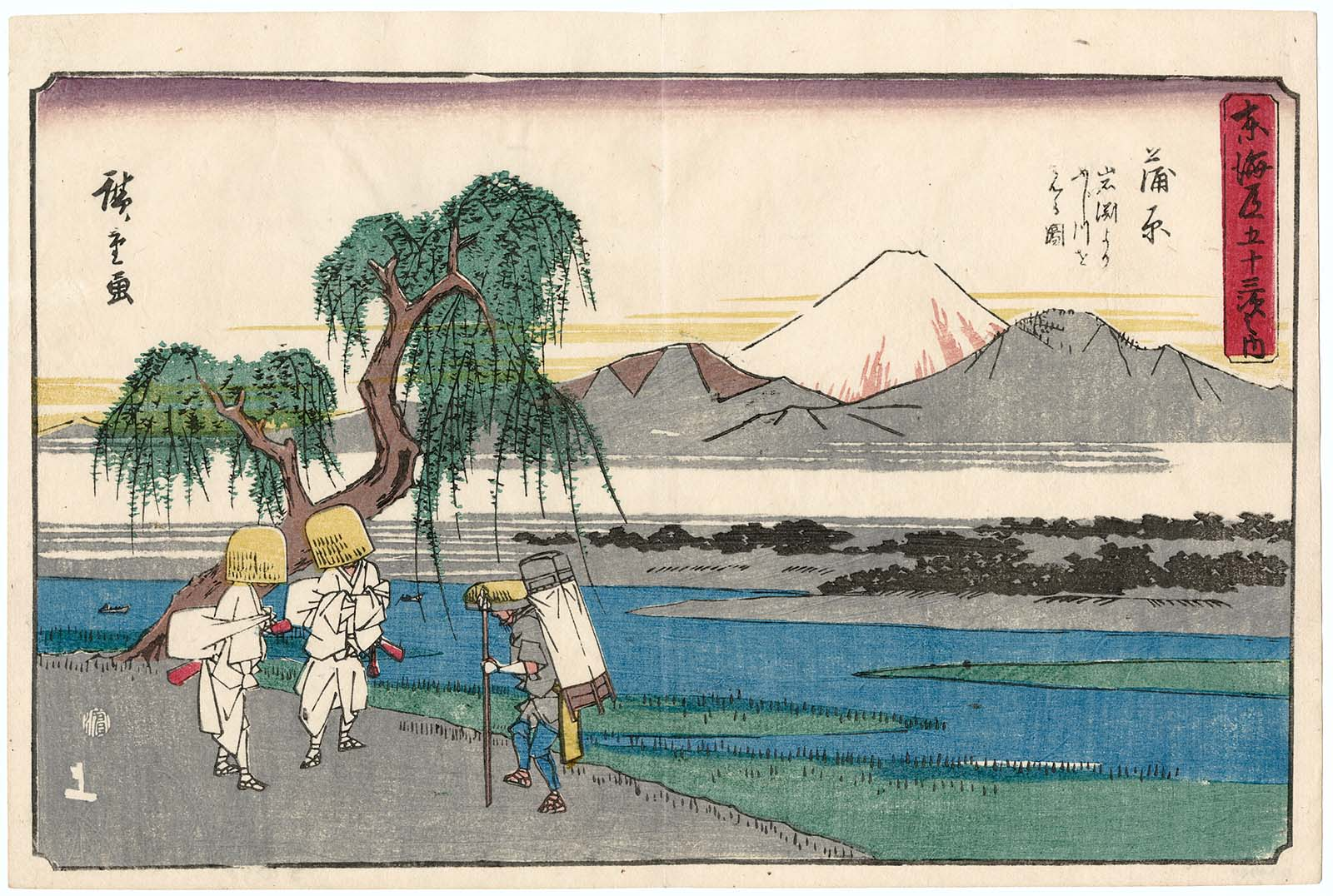
Hiroshige

El transporte fluvial por el río desde la bahía de Suruga hasta el interior de la provincia de Kai prosperó en el periodo Edo y a principios del periodo Meiji, hasta la apertura de las líneas principales de Tōkaidō, Chūō y el ferrocarril Fuji Minobu. El transporte fluvial comercial cesó en 1923.
Hay numerosas presas para la generación de energía hidroeléctrica y el control de las inundaciones a lo largo de los distintos afluentes en el tramo superior del río. El río Fuji también marca la divisoria de la red eléctrica de Japón, con la frecuencia de servicio de 50 hertzios al este, y 60 hertzios al oeste.
La vista del tren Tōkaidō Shinkansen cruzando el río con el fondo del monte Fuji es una célebre escena representativa de Japón.